# Alpheus gracilipes
Alpheus gracilipes är en kräftdjursart som beskrevs av William Stimpson 1860. Alpheus gracilipes ingår i släktet Alpheus och familjen Alpheidae. Inga underarter finns listade i Catalogue of Life.